# Киселице
Киселице (пол. Kisielice, нем. Freystadt in Westprussen) — город в Польше, входит в Варминьско-Мазурское воеводство, Илавский повят. Имеет статус городско-сельской гмины. Занимает площадь 3,37 км². Население — 2222 человека (на 2004 год).

## История
Право основать на своей земле город было даровано епископом и соборным капитулом Помезании Дитриху фон Штанген 22 января 1293 года. В действительности поселение было основано после 1315 года. Городское право Вринштад получил в 1331 году.
В 1397 году Катарина фон Штанген продала город епископу Помезании. Фрейштадт оставался в его руках до секуляризации церковных владений Альбрехтом Бранденбургским 1525 года. В период тринадцатилетней войны 1454—1466 годов попал в руки польского короля, но по Торуньскому миру возвращен в состав Орденского государства.
В период семилетней войны во Фрейштадте стоял русский гарнизон, а в 1806—07 годах — французский.
В XVI—XVIII веках был административно подчинен Ризенбургу, с 1818 года — в округе Розенберг.
После Второй мировой войны перешел к Польской народной республике и утратил статус города (1946 год). Статус вновь возвращен в 1986 году.

## Достопримечательности
В реестр охраняемых памятников внесены следующие достопримечательности Киселице:
- Городская планировка Старого Города XIV века.
- Костёл Божьей Матери Царицы Мира XIV, XVI—XIX веков. Построен в 1331—1334 годах из красного кирпича в готическом стиле. Однонефная церковь. Башня пристроена в XIX веке. Со времен Реформации до 1954 года — лютеранская церковь. Во время Второй Мировой войны здание сгорело. Реконструирован в 1958—1960 годы.
- Церковное кладбище
- Школа 1925 года по улица Дашиньского, 3
- Дома постройки примерно 1910 года по улице Железнодорожной 7, 9, 11/11а, 13

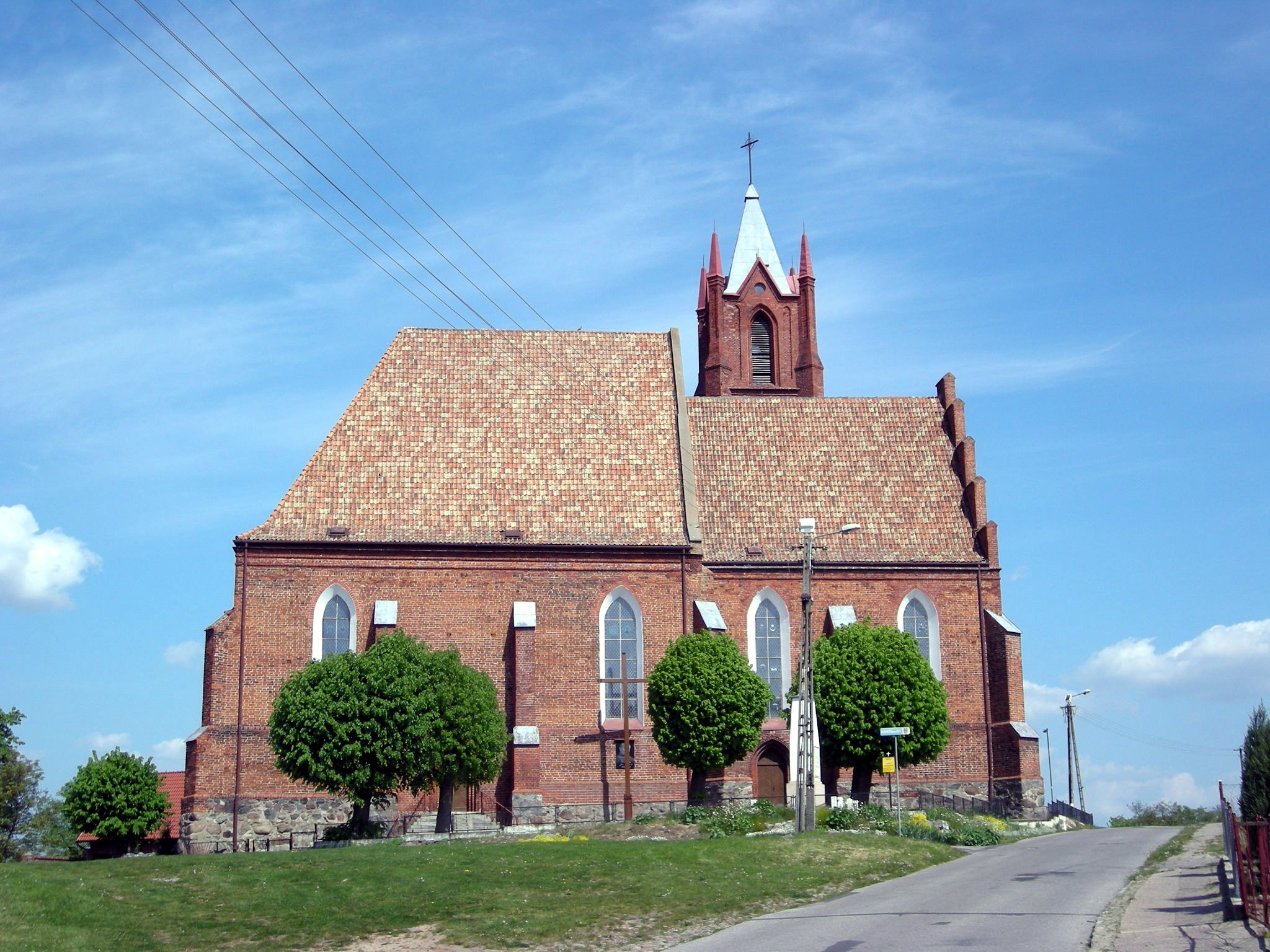
Костёл Божьей Матери
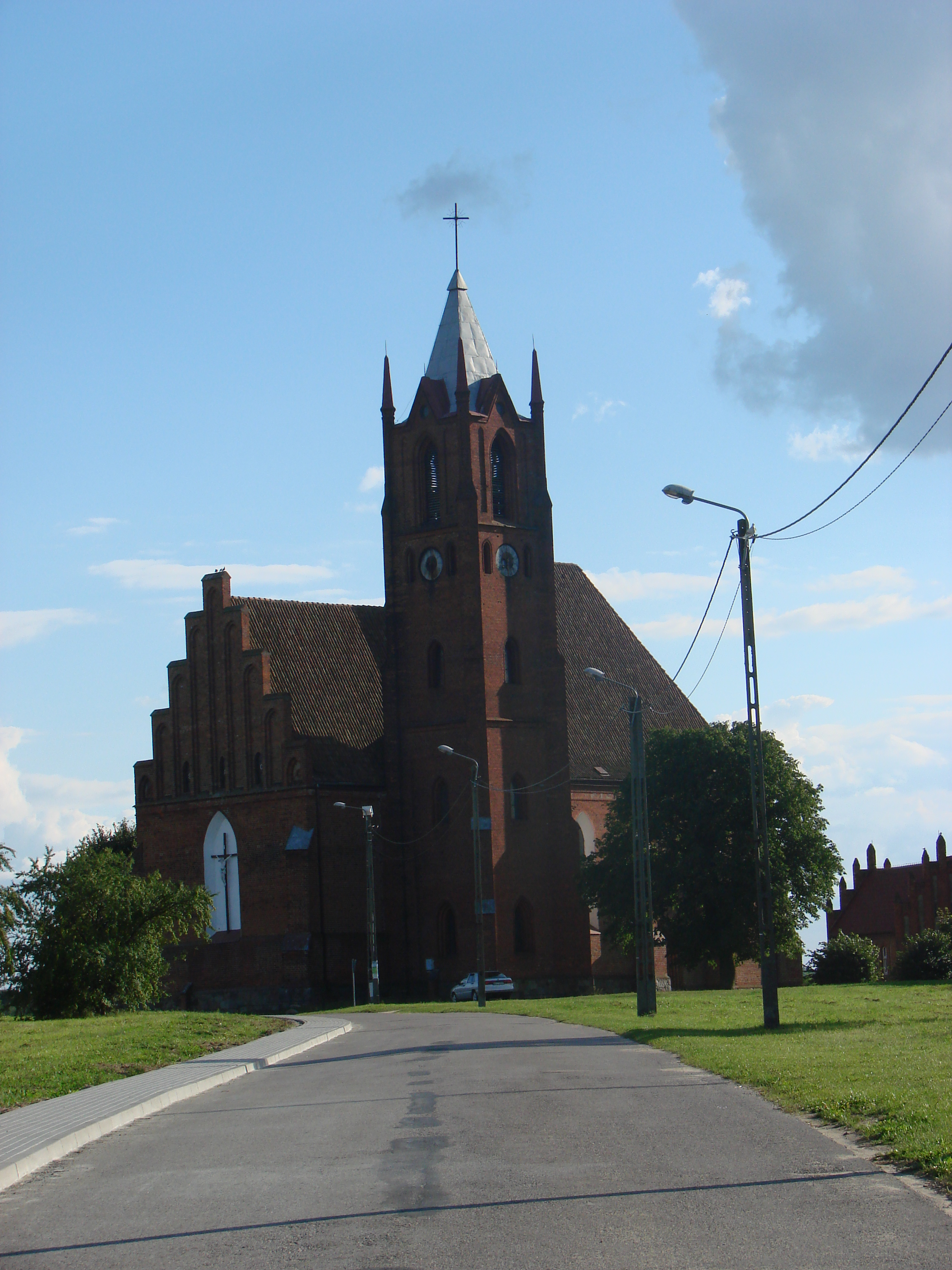
Костёл Божьей Матери — 2
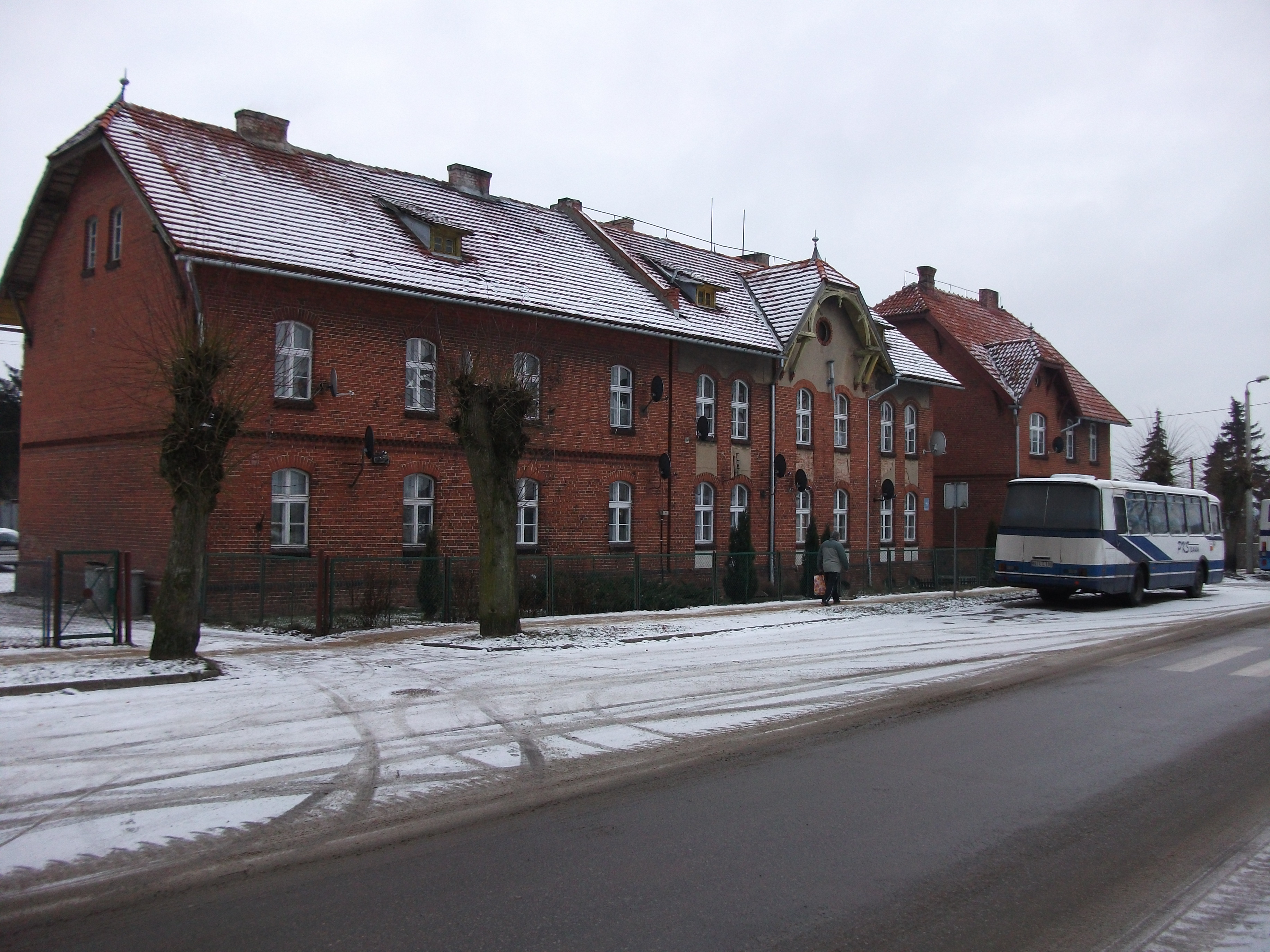
Ж/д вокзал
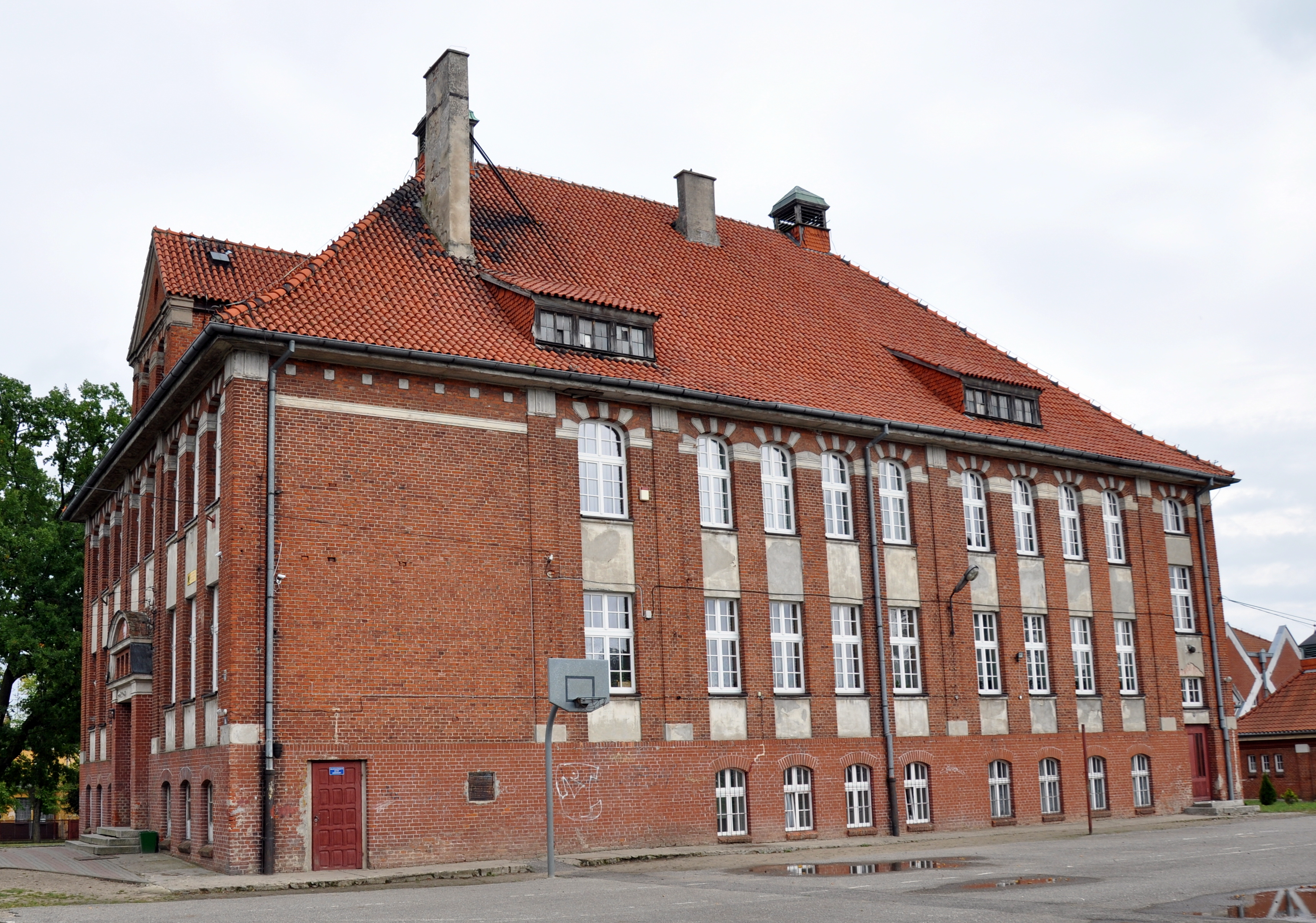
Школа